# Wallburg Laukagaliai
Die Wallburg Laukagaliai (lit. Laukagalių piliakalnis oder Milžinų Kalnas, dt. „Riesenberg“) ist eine Wallburg im Dorf Laukagaliai (Amtsbezirk Šilai der Rajongemeinde Jonava), nördlich von Jonava (Bezirk Kaunas) am rechten Ufer der Neris in Litauen. Sie ist ein Kulturdenkmal ab 1998 (Beschluss von Regierung Litauens). Die Wallburg entstand in der Zeit vom ersten bis zum Anfang des zweiten Jahrtausends. Das Territorium der Wallburg ist 8000 m² groß;  110 m lang und bis zu 90 m breit.
1971 wurde sie vom Institut für Geschichte erforscht.